# Ungvári Lajos
Ungvári Lajos (Perecseny, 1902. március 13. – Budapest, 1984. október 15.) Kossuth-díjas szobrászművész.

## Életpályája

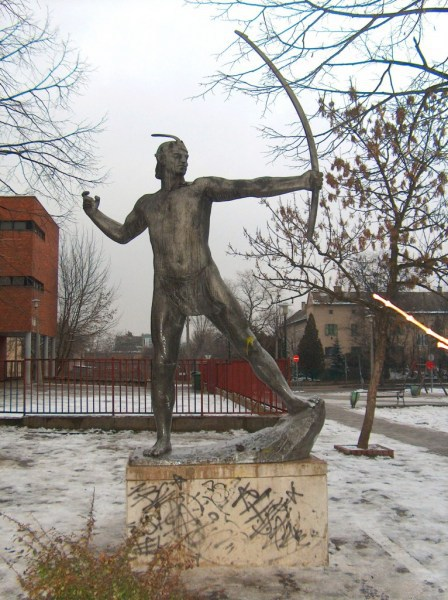
Indián
Budapest XV. kerülete
Kolozsvári Iskola előtt (1957)

1921-től 1926-ig a budapesti iparművészeti iskolában Mátrai Lajos és Simay Imre tanítványa volt. Már 1922-től szerepelt műveivel csoportos kiállításokon. Síremlékeket, díszítőszobrokat,  portré-, illetve emlékszobrokat egyaránt készített. 1935-ben Rauscher Györggyel közösen rendezett egyéni kiállítása volt a Nemzeti Szalonban. 1936-ban elnyerte a Szinyei Merse Pál Társaság díját.
1945-től a budapesti Százados úti művésztelepen élt és alkotott. A második világháborút követő időszakban szovjet hősi emlékműveket és felszabadulási emlékműveket is készített, közülük az egyik, új talapzatra helyezve, Budafokon ma is látható. 1952-ben Kocsis Andrással részt vett a budapesti Kossuth téren álló Kossuth-emlékmű mellékalakjainak mintázásában. 1953-ban Kossuth-díjjal, 1972-ben a Munka Érdemrend arany fokozatával tüntették ki. Tagja volt a Spirituális Művészek Szövetségének és az Új Művészek Egyesületének.
Munkáit a hagyományos historizáló stílus és a plasztikai kiegyensúlyozottság jellemzi. Jó eltalált portré- és egész alakos szobrainál az idő múlása és a környezeti ártalmak igen érvényesülnek, Mikszáth Kálmán portrészobra például Szeged egyik legforgalmasabb közlekedési csomópontja közelében örökös rezgéseknek és környezetszennyező anyagoknak van kitéve, csoda, hogy a szobor még egyáltalán létezik. (Korántsem egyedülálló e jelenség, sőt igen gyakori, épített környezetünkre nem tudunk vigyázni és nem tudjuk karbantartani). Ungvári Ybl Miklós portrészobrának is sajátos története van, a székesfehérvári Ybl Miklós Gimnázium előtt avatták fel 1965-ben, s a gimnázium megszűnte után 2005-ben áthelyezték az Ybl Miklós lakóparkba.

## Főbb művei

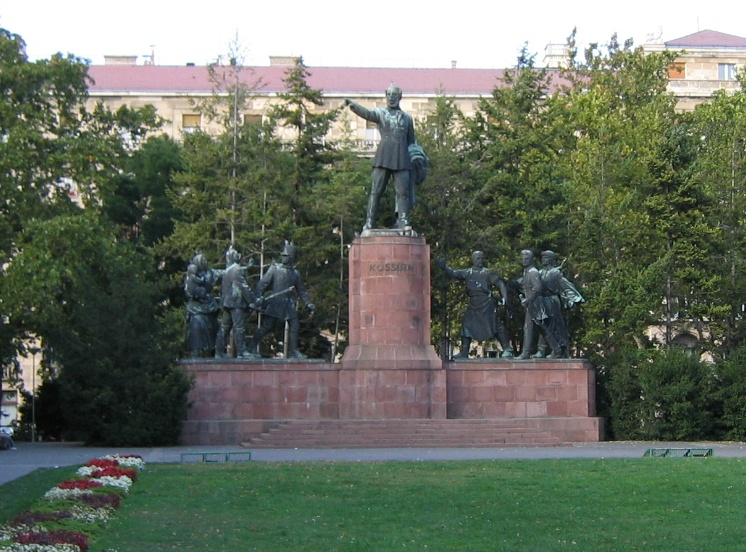
A budapesti Kossuth téren álló Kossuth-emlékmű mellékalakjai Kocsis András és Ungvári Lajos alkotásai. A főalak Kisfaludi Strobl Zsigmond munkája (1952)

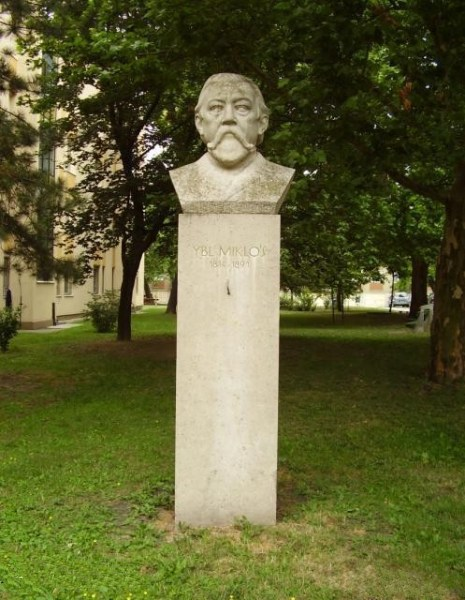
Ybl Miklós portrészobra Székesfehérvárott (1965, áthelyezése: 2005)

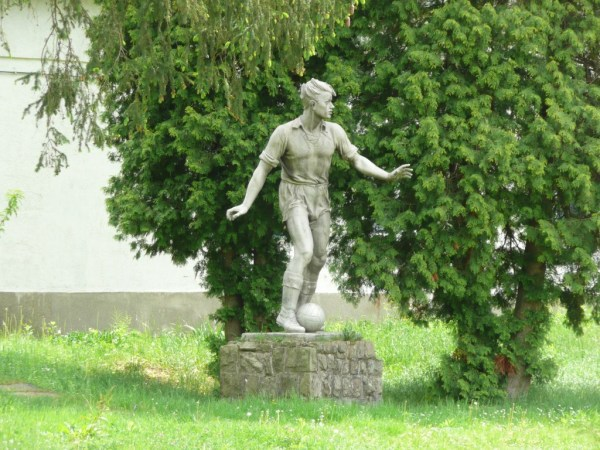
Labdarúgó
Komló (1955)

### Emlékművek, emlék- és díszítőszobrok
- Fellner Jakab (Tata, 1940)
- Szószóló (Székesfehérvár, 1941)
- Kinizsi Pál (Budapest, Kinizsi utca, 1944)
- Kossuth szobor mellékalakjai (Kocsis Andrással, Budapest, Kossuth tér, 1952)
- Főiskolások (Budapest, Népstadion kert, 1954)
- Álló nő (Budakeszi, 1955)
- Labdarúgó (Komló, 1955)
- Indián (Budapest, XV. kerület, 1957)
- Anya gyermekkel (Budapest, XX. kerület, 1958)
- Kazinczy Ferenc (fülkeszobor, Debrecen, Csokonai Színház, 1960)
- Mikszáth Kálmán (Szeged, 1961)
- Fekvő női akt (Budapest, XII. kerület, 1961)
- Tél (fülkeszobor, Budapest, Gellért fürdő, 1961)
- Lány galambbal (eredetileg Szovjet hősi emlékmű, Budafok, 1962)
- Ülő férfi (Debrecen, 1965)
- Ybl Miklós (Székesfehérvár, 1965)
- Bálint György (dombormű, Budapest, Kresz Géza utca, 1965)
- Napozó nő (Tiszapalkonya, 1966)
- Ülő nő (Seregélyes, 1967)
- Labdarúgó (Dunaújváros, 1967)
- Ülő nő (Budapest, XVIII. kerület, 1968)
- Ülő katona (Tapolca, 1970)
- Sporzor Pál (dombormű, Mosonmagyaróvár, 1972)
- Hajnóczy József (Tiszaföldvár, 1973)
- Lékai János (Budapest, Lékai Általános Iskola, 1974)
- Magyar Pál (Püspökladány, 1975).

### Síremlékek (Budapest, Kerepesi temető)
- Kerner István (1937)
- Szabó Lujza (1939)

## Díjak, elismerések
- Kossuth-díj (1953)